# Lucjan Janiszewski

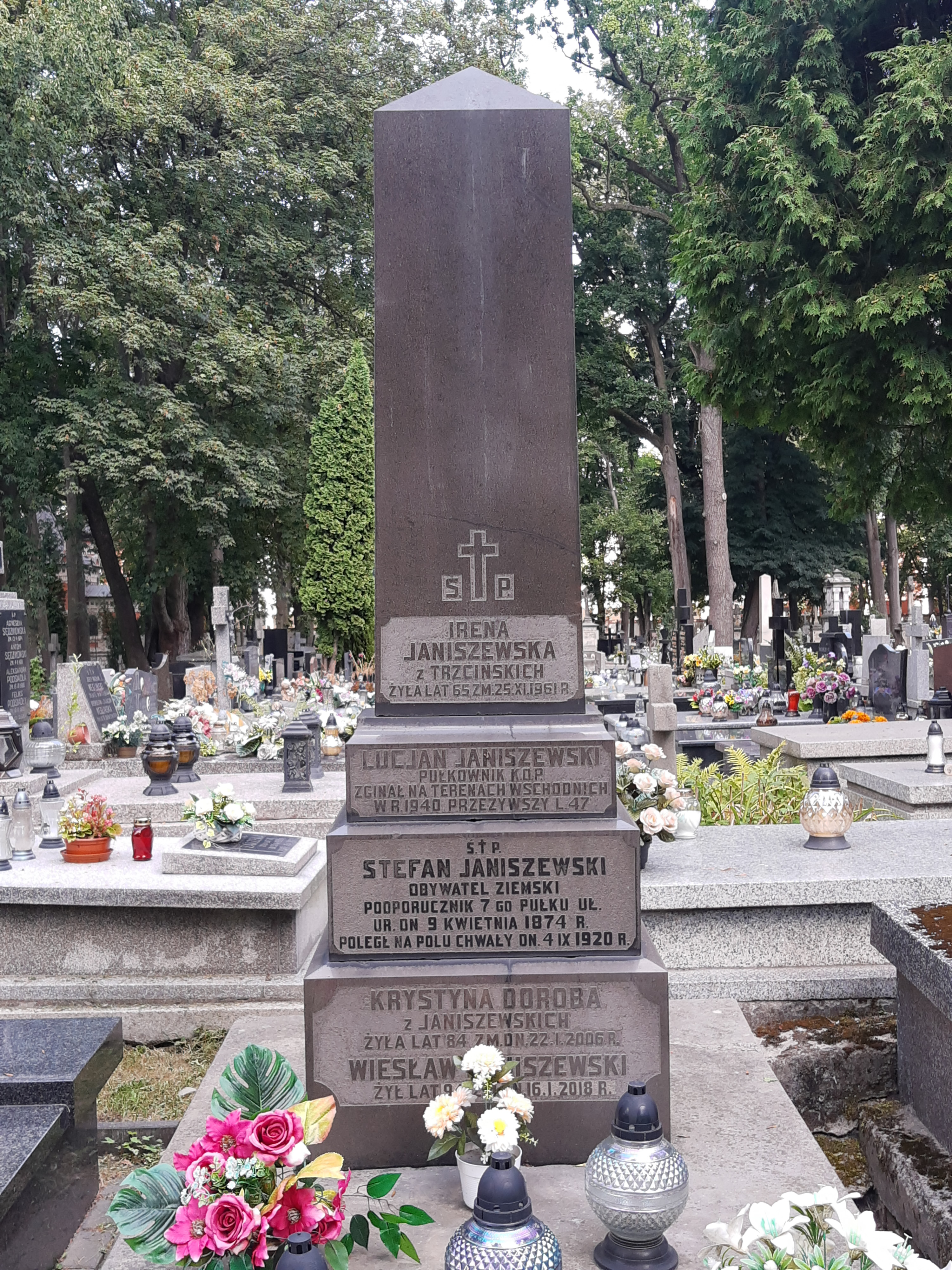
Grób symboliczny płka Lucjana Janiszewskiego na cmentarzu przy ulicy Lipowej

Lucjan Karol Janiszewski, ps. „Pluch” (ur. 6 czerwca 1891 w Dąbrowicy, zm. wiosną 1940 w Charkowie) – pułkownik dyplomowany piechoty Wojska Polskiego, działacz niepodległościowy, kawaler Orderu Virtuti Militari, ofiara zbrodni katyńskiej.

## Życiorys
Urodził się 6 czerwca 1891 w Dąbrowicy, w ówczesnym powiecie rówieńskim guberni wołyńskiej, w rodzinie Władysława herbu Sas (ur. 1840) i Antoniny z Wysoczańskich. Uczył się w Lubelskiej Szkole Handlowej, gdzie zdał maturę w 1910 roku. Następnie podjął studia na Politechnice w Liège. W tym okresie swego życia był członkiem Związku Strzeleckiego i Związku Walki Czynnej.
W sierpniu 1914 roku wstąpił do pierwszego plutonu Pierwszej Kompanii Kadrowej, dowodzonej przez porucznika Tadeusza Kasprzyckiego. Następnie służył w 5 pułku piechoty Legionów. W lipcu 1916 roku został odkomenderowany przez Józefa Piłsudskiego do pracy w Polskiej Organizacji Wojskowej. Działał na stanowisku dowódcy okręgu w Kaliszu. 4 maja 1917 roku wrócił do 5 pp Leg. Po kryzysie przysięgowym, z racji tego, że był oficerem (podporucznikiem) został internowany w Beniaminowie. Po zwolnieniu z obozu działał w warszawskiej POW. W listopadzie 1918 roku został oddelegowany do Siemiatycz, w celu przeprowadzenia mobilizacji POW.
W marcu 1919 roku został wcielony do 22 pułku piechoty w stopniu porucznika, był tam dowódcą kompanii, a czasowo batalionu. 1 grudnia tego roku awansował na kapitana. W 1921 roku odkomenderowany został na II Kurs Normalny Wyższej Szkoły Wojennej w Warszawie. 1 października 1923 roku po ukończeniu kursu i otrzymaniu dyplomu naukowego oficera Sztabu Generalnego przydzielony został do Oddziału I Sztabu Generalnego na stanowisko referenta, a następnie kierownika referatu. 31 marca 1924 roku awansował na majora ze starszeństwem z dniem 1 lipca 1923 i 60. lokatą w korpusie oficerów piechoty. W listopadzie 1925 roku został dowódcą baonu w 80 pułku piechoty, a w marcu 1927 roku powrócił do pracy w Oddziale I Sztabu Głównego. 23 stycznia 1929 roku został awansowany na podpułkownika ze starszeństwem z dniem 1 stycznia 1929 roku i 32. lokatą w korpusie oficerów piechoty. W tym samym roku objął stanowisko szefa sztabu Dowództwa Okręgu Korpusu Nr III w Grodnie. W marcu 1932 roku wyznaczony został na stanowisko zastępcy dowódcy 50 pułku piechoty w Kowlu. W styczniu 1934 roku mianowany został dowódcą pułku KOP „Głębokie”. 1 stycznia 1936 roku awansował na pułkownika. W 1938 roku został mianowany dowódcą Obszaru Warownego „Wilno”.
W czasie kampanii wrześniowej był dowódcą piechoty dywizyjnej 35 Dywizji Piechoty Rezerwowej. Brał udział w obronie Lwowa, po agresji ZSRR na Polskę i kapitulacji miasta przed Armią Czerwoną dostał się do niewoli sowieckiej i wbrew warunkom kapitulacji został skierowany do obozu w Starobielsku. Wiosną 1940 roku został zamordowany przez funkcjonariuszy NKWD w Charkowie (wykaz, poz. 3944) i pogrzebany w Piatichatkach, gdzie od 17 czerwca 2000 mieści się oficjalnie Cmentarz Ofiar Totalitaryzmu w Charkowie.

Był rozwiedziony.
Postanowieniem nr 112-48-07 Prezydenta RP Lecha Kaczyńskiego z 5 października 2007 został mianowany pośmiertnie do stopnia generała brygady. Awans został ogłoszony 9 listopada 2007 w Warszawie, w trakcie uroczystości „Katyń Pamiętamy – Uczcijmy Pamięć Bohaterów”.
W ramach akcji „Katyń... pamiętamy” / „Katyń... Ocalić od zapomnienia”, w Lutomiersku został zasadzony Dąb Pamięci honorujący Lucjana Janiszewskiego.

## Ordery i odznaczenia
- Krzyż Srebrny Orderu Wojskowego Virtuti Militari nr 6575[a][3] – 17 maja 1922[15][16]
- Krzyż Niepodległości – 20 stycznia 1931 „za pracę w dziele odzyskania niepodległości”[17]
- Krzyż Kawalerski Orderu Odrodzenia Polski – 10 listopada 1928 „za zasługi na polu organizacji wojska”[18]
- Krzyż Walecznych trzykrotnie[19]
- Złoty Krzyż Zasługi – 19 marca 1937 „za zasługi w służbie wojskowej”[20][21]
- Krzyż Zasługi Wojsk Litwy Środkowej[22]
- Medal Pamiątkowy za Wojnę 1918–1921[19]
- Medal Dziesięciolecia Odzyskanej Niepodległości[19]
- Odznaka Pamiątkowa „Pierwszej Kompanii Kadrowej”[23]
- Oficer Orderu Gwiazdy Rumunii – 12 grudnia 1929[24]